# Natalia Mărășescu
Natalia Mărășescu z domu Andrei (ur. 3 października 1952 w Căpreni) – rumuńska lekkoatletka, specjalistka biegów średnio- i długodystansowych, medalistka mistrzostw Europy.
Na mistrzostwach Europy juniorów w 1970 w Paryżu zajęła 8. miejsce w biegu na 1500 metrów.
Zajęła 4. miejsce w biegu na 3000 metrów na mistrzostwach Europy w 1974 w Rzymie, a w biegu na 1500 metrów nie zakwalifikowała się do finału.
Zdobyła złoty medal w biegu na 1500 metrów podczas halowych mistrzostw Europy w 1975 w Katowicach. Zwyciężyła w biegu na 3000 metrów i zajęła 2. miejsce w biegu na 1500 metrów na uniwersjadzie w 1975 w Rzymie. Na halowych mistrzostwach Europy w 1976 w Monachium zdobyła srebrny medal na 1500 metrów. Na igrzyskach olimpijskich w 1976 w Montrealu odpadła w półfinale biegu na 1500 metrów{. Zdobyła srebrny medal w tej konkurencji na letniej uniwersjadzie w 1977 w Sofii.
Została srebrną medalistką w biegu na 1500 metrów na halowych mistrzostwach Europy w 1978 w Mediolanie. Zdobyła srebrny medal indywidualnie i złoty w drużynie na mistrzostwach świata w biegach przełajowych w 1978 w Glasgow. Na mistrzostwach Europy w 1978 w Pradze wywalczyła dwa srebrne medale w biegach na 1500 metrów i na 3000 metrów.
Zwyciężyła w biegu na 1500 metrów na halowych mistrzostwach Europy w 1979 w Wiedniu, a także na letniej uniwersjadzie w 1979 w Meksyku. Na igrzyskach olimpijskich w 1980 w Moskwie zajęła 9. miejsce na tym dystansie.
Natalia Mărășescu poprawiła rekord świata w biegu na 1 milę 21 maja 1977 w Bukareszcie czasem 4:23,8, a następnie 27 stycznia 1979 w Auckland wynikiem 4:22,1. Była również nieoficjalną rekordzistką świata w biegu na 5000 metrów z czasem 15:41,4 (16 marca 1977, Oradea).
Była mistrzynią Rumunii w biegach na 1500 metrów i na 3000 metrów w latach 1975, 1976, 1978 i 1978.
Dwanaście razy poprawiała rekord Rumunii w biegu na 1500 metrów w latach 1972-1979, doprowadzając go do wyniku 3:58,2 (13 lipca 1979 w Bukareszcie). Pięciokrotnie ustanawiała rekord Rumunii w biegu na 3000 metrów do wyniku 8:33,53 (29 sierpnia 1978 w Pradze).